# 米西欧布瓦
米西欧布瓦（法語：Missy-aux-Bois，法語發音：[misi o bwa]）是法国上法蘭西大區埃纳省的一个市镇，属于苏瓦松区。

## 地理
米西欧布瓦（49°20'12"N, 3°15'2"E）面积3.04 平方千米，位于法国上法蘭西大區埃纳省，该省份为法国北部内陆省份，北起北部省，西接索姆省和瓦兹省，东临阿登省和马恩省，西南至塞纳-马恩省，东北部与比利时接壤。
与米西欧布瓦接壤的市镇（或旧市镇、城区）包括：绍丹、库尔梅勒、多米耶、普卢瓦西、萨科南和布勒伊。

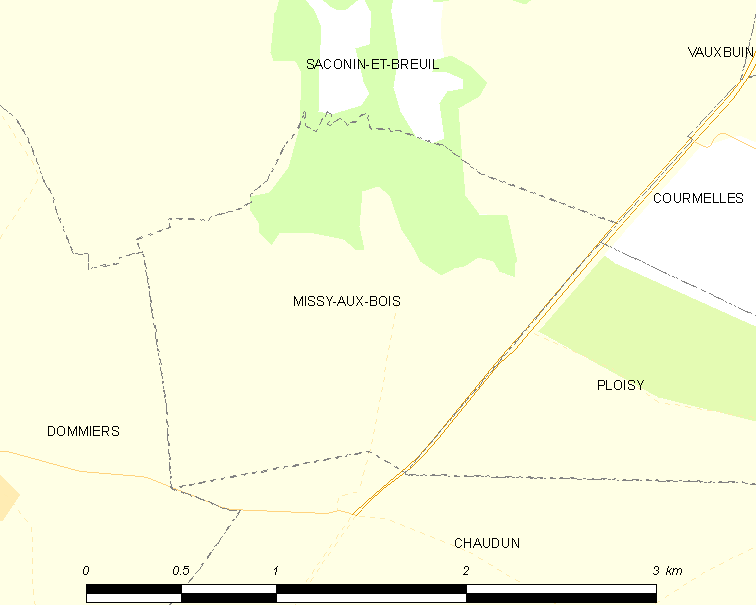
米西欧布瓦的OSM定位图

米西欧布瓦的时区为UTC+01:00、UTC+02:00（夏令时）。

## 行政
米西欧布瓦的邮政编码为02200，INSEE市镇编码为02485。

## 政治
米西欧布瓦所属的省级选区为苏瓦松第二县。

## 人口

1962-2008年间米西欧布瓦人口变化图示

米西欧布瓦于2022年1月1日时的人口数量为98人。